# 普萊恩維爾 (伊利諾伊州)
普萊恩維爾（英語：Plainville）是位於美國伊利諾伊州亞當斯縣的一個村落。

## 地理
普萊恩維爾的座標為39°47′04″N 91°11′02″W / 39.78444°N 91.18389°W，而該地最高點為海拔高度210米（即689英尺）。

## 人口
根據2010年美國人口普查的數據，普萊恩維爾的面積為0.60平方千米，均為陸地。當地共有人口264人，而人口密度為每平方千米440人。